# Maillezais (stolica tytularna)

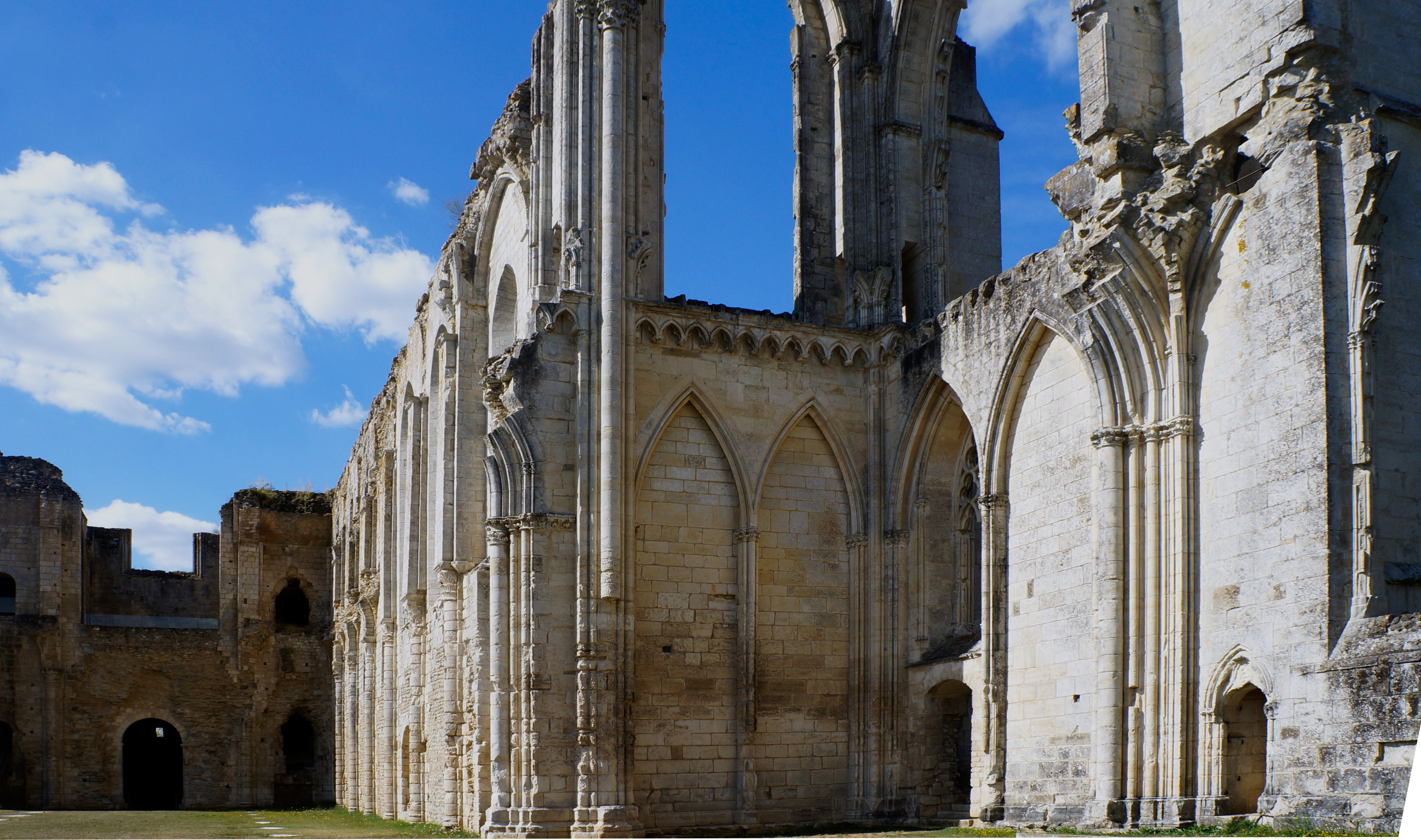
Dawna katedra diecezjalna w Maillezais

Maillezais (łac. Dioecesis Malleacensis) – stolica historycznej diecezji we Francji erygowanej 11 lipca 1317, a włączonej 4 maja 1648 w skład diecezji La Rochelle. 
Współcześnie miasto Maillezais znajduje się w regionie Kraj Loary, w departamencie Wandea we Francji. Obecnie katolickie biskupstwo tytularne ustanowione w 2009 przez papieża Benedykta XVI. 

## Biskupi tytularni
| Lp. | Biskup            | Funkcja                  | Od              | Do             |
| --- | ----------------- | ------------------------ | --------------- | -------------- |
| 1   | Antoine Hérouard  | biskup pomocniczy Lille  | 22 lutego 2017  | 11 lutego 2022 |
| 2   | Jean-Pierre Batut | biskup pomocniczy Tuluzy | 26 czerwca 2023 |                |